# Cetus Hill
Cetus Hill är en kulle i Antarktis. Den ligger i Västantarktis. Argentina, Chile och Storbritannien gör anspråk på området. Toppen på Cetus Hill är 1 239 meter över havet.
Terrängen runt Cetus Hill är platt åt nordost, men åt sydväst är den kuperad. Terrängen runt Cetus Hill sluttar västerut. Trakten är obefolkad. Det finns inga samhällen i närheten.